# Tamiops swinhoei
Tamiops swinhoei — невеликий вид гризунів родини Sciuridae. Цей вид зустрічається переважно в Китаї та Південно-Східній Азії. Їхній раціон складається переважно з насіння, фруктів, горіхів та імбирного нектару. Як і більшість вивірок, вони живуть у лісових районах з горами, зазвичай групами. Їхні виводки в середньому складають 3,25 потомства.

## Характеристики
T. swinhoei досягають довжини голови й тулуба приблизно від 14,0 до 16,4 см і важать приблизно від 67 до 90 грамів, що робить їх найбільшим видом роду. Хвіст має довжину від 6,7 до 11,6 см, трохи коротший за решту тіла. Хутро тварин м'яке та довге, основний колір спини від оливково-коричневого до сірого. Для нього характерні три темні поздовжні смуги, розділені світло-коричневими. Середня смуга чорна та має ширину близько 9–10 міліметрів, дві зовнішні смуги світліше коричневі. Смуги між ними від світло-оливково-жовтих до сірих, іноді піщаного кольору. Під оком є бліда смуга, яка, на відміну від Tamiops mcclellandii, не з'єднується зі світлою смугою на спині. Низ тіла білувата.

## Спосіб життя
Вони переважно ведуть сутінковий та деревний спосіб життя, займаючи дупла в стовбурах дерев; дуже рідко тварин можна спостерігати також на землі. Вони переміщаються між деревами довгими стрибками. Бурундуки харчуються переважно молодими бруньками, плодами та комахами. Вони спілкуються за допомогою гучних, високих криків, подібних до пташиних.